# Samsung Galaxy Watch 4
Samsung Galaxy Watch 4 (стилизованные под Samsung Galaxy Watch4) — умные часы, разработанные Samsung Electronics. Это первые часы Samsung, работающие под управлением Google Wear OS со времен Samsung Gear Live, и первые часы под управлением Wear OS 3, разработанной совместно Samsung и Google. Устройство в значительной степени повторяло язык дизайна предыдущих Samsung Galaxy Watch Active и Galaxy Watch 3, но включало все новое программное обеспечение. Часы также включали ЭКГ, анализ состава тела и мониторинг артериального давления с помощью нового датчика Samsung BioActive. Об этом было объявлено 11 августа 2021 года на мероприятии Samsung Unpacked Event вместе с Samsung Galaxy Z Flip 3, Samsung Galaxy Z Fold 3 и Galaxy Buds 2. Часы были выпущены 27 августа во всем мире. 

## Технические характеристики
| Модель               | Galaxy Watch 4 | Galaxy Watch 4 | Galaxy Watch 4 Classic | Galaxy Watch 4 Classic | Источник    |
| -------------------- | --- | --- | --- | --- | ----------- |
| Вид                  | 40 mm | 44 mm | 42 mm | 46 mm | [ 4 ] [ 5 ] |
| Цвета                | Black, Green, Pink Gold, Silver | Black, Green, Silver | Black, Silver | Black, Silver | [ 4 ] [ 5 ] |
| Дисплей              | 1.2" (30.4 mm) | 1.4" (34.6 mm) | 1.2" (30.4 mm) | 1.4" (34.6 mm) | [ 4 ] [ 5 ] |
| Разрешение           | 396 x 396 пикселей | 450 x 450 пикселей | 396 x 396 пикселей | 450 x 450 пикселей | [ 4 ] [ 5 ] |
| Номер модели         | SM-R860/SM-R865 | SM-R870/SM-R875 | SM-R880/SM-R885 | SM-R890/SM-R895 | [ 4 ] [ 5 ] |
| Стекло               | Corning Gorilla Glass DX+ | Corning Gorilla Glass DX+ | Corning Gorilla Glass DX | Corning Gorilla Glass DX | [ 4 ] [ 5 ] |
| Материалы            | Алюминий | Алюминий | Сталь | Сталь | [ 4 ] [ 5 ] |
| Процессор            | Exynos W920 dual core 1.18 GHz | Exynos W920 dual core 1.18 GHz | Exynos W920 dual core 1.18 GHz | Exynos W920 dual core 1.18 GHz | [ 4 ] [ 5 ] |
| Операционная система | WearOS (OS 3.0) | WearOS (OS 3.0) | WearOS (OS 3.0) | WearOS (OS 3.0) | [ 4 ] [ 5 ] |
| Оболочка             | One UI Watch 3 | One UI Watch 3 | One UI Watch 3 | One UI Watch 3 | [ 4 ] [ 5 ] |
| Размеры часов        | 40.4 mm x 39.3 mm x 9.8 mm | 44.4 mm x 43.3 mm x 9.8 mm | 41.5 mm x 41.5 mm x 11.2 mm | 45.5 mm x 45.5 mm x 11.0 mm | [ 4 ] [ 5 ] |
| Вес часов            | 25.9 грамм | 30.3 грамм | 46.5 грамм | 52 грамм | [ 4 ] [ 5 ] |
| Размер ремешка       | 20 mm | 20 mm | 20 mm | 20 mm | [ 4 ] [ 5 ] |
| Защита от воды       | 5ATM + IP68 / MIL-STD-810G | 5ATM + IP68 / MIL-STD-810G | 5ATM + IP68 / MIL-STD-810G | 5ATM + IP68 / MIL-STD-810G | [ 4 ] [ 5 ] |
| Память               | 1.5 GB RAM + 16 GB внутренней памяти | 1.5 GB RAM + 16 GB внутренней памяти | 1.5 GB RAM + 16 GB внутренней памяти | 1.5 GB RAM + 16 GB внутренней памяти | [ 4 ] [ 5 ] |
| Связь                | - 4G/LTE с eSIM (Galaxy Watch 4 LTE) - Bluetooth 5.0 - Wi-Fi a/b/g/n 2.4+5 GHz - NFC - A-GPS, GLONASS, Beidou, Galileo                                     | - 4G/LTE с eSIM (Galaxy Watch 4 LTE) - Bluetooth 5.0 - Wi-Fi a/b/g/n 2.4+5 GHz - NFC - A-GPS, GLONASS, Beidou, Galileo                                     | - 4G/LTE с eSIM (Galaxy Watch 4 LTE) - Bluetooth 5.0 - Wi-Fi a/b/g/n 2.4+5 GHz - NFC - A-GPS, GLONASS, Beidou, Galileo                                     | - 4G/LTE с eSIM (Galaxy Watch 4 LTE) - Bluetooth 5.0 - Wi-Fi a/b/g/n 2.4+5 GHz - NFC - A-GPS, GLONASS, Beidou, Galileo                                     | [ 4 ] [ 5 ] |
| Датчики              | - Монитор сердечного ритма - Анализ биоэлектрического импеданса - Акселерометр - Барометр - Гироскопический датчик - Геомагнитный датчик - Световой датчик | - Монитор сердечного ритма - Анализ биоэлектрического импеданса - Акселерометр - Барометр - Гироскопический датчик - Геомагнитный датчик - Световой датчик | - Монитор сердечного ритма - Анализ биоэлектрического импеданса - Акселерометр - Барометр - Гироскопический датчик - Геомагнитный датчик - Световой датчик | - Монитор сердечного ритма - Анализ биоэлектрического импеданса - Акселерометр - Барометр - Гироскопический датчик - Геомагнитный датчик - Световой датчик | [ 4 ] [ 5 ] |
| Батарея              | 247 mAh | 361 mAh | 247 mAh | 361 mAh |             |

### Программное обеспечение
Умные часы были первыми часами, выпущенными Samsung, которые использовали Wear OS вместо собственной ОС Samsung Tizen.
Эти умные часы привязаны к региону материкового Китая, в отличие от прошлых моделей.

## Поддерживаемые языки и регионы
В отличие от предыдущих устройств Wear OS, Wear OS 3 поддерживает более широкий спектр языков, из которых может выбирать конечный пользователь. Команду ADB можно использовать для временного изменения языка часов на другой, который будет сброшен при повторном подключении устройства к телефону.
В зависимости от региона, в котором было продано устройство, параметры языка и региона могут отличаться.